# Pont Shapuri
Le pont Shapuri' (persan : پل شاپوری), également surnommé le pont cassé (persan : پل شکسته ; lori du Nord : طاقِ پیلِ اِشکِسَه) est un pont d'architecture sassanide situé au Sud de Khorramabad, dans le Nord de la province du Lorestan, en Iran.
Il est situé à 2 km au Sud-Ouest de la ville de Khorramabad et à l'Ouest de la ville antique d'Izad Khast.